# Giacomo Conti (pittore)
Giacomo Conti (Messina, 2 novembre 1813 – Firenze, 9 aprile 1888) è stato un pittore italiano.

## Biografia

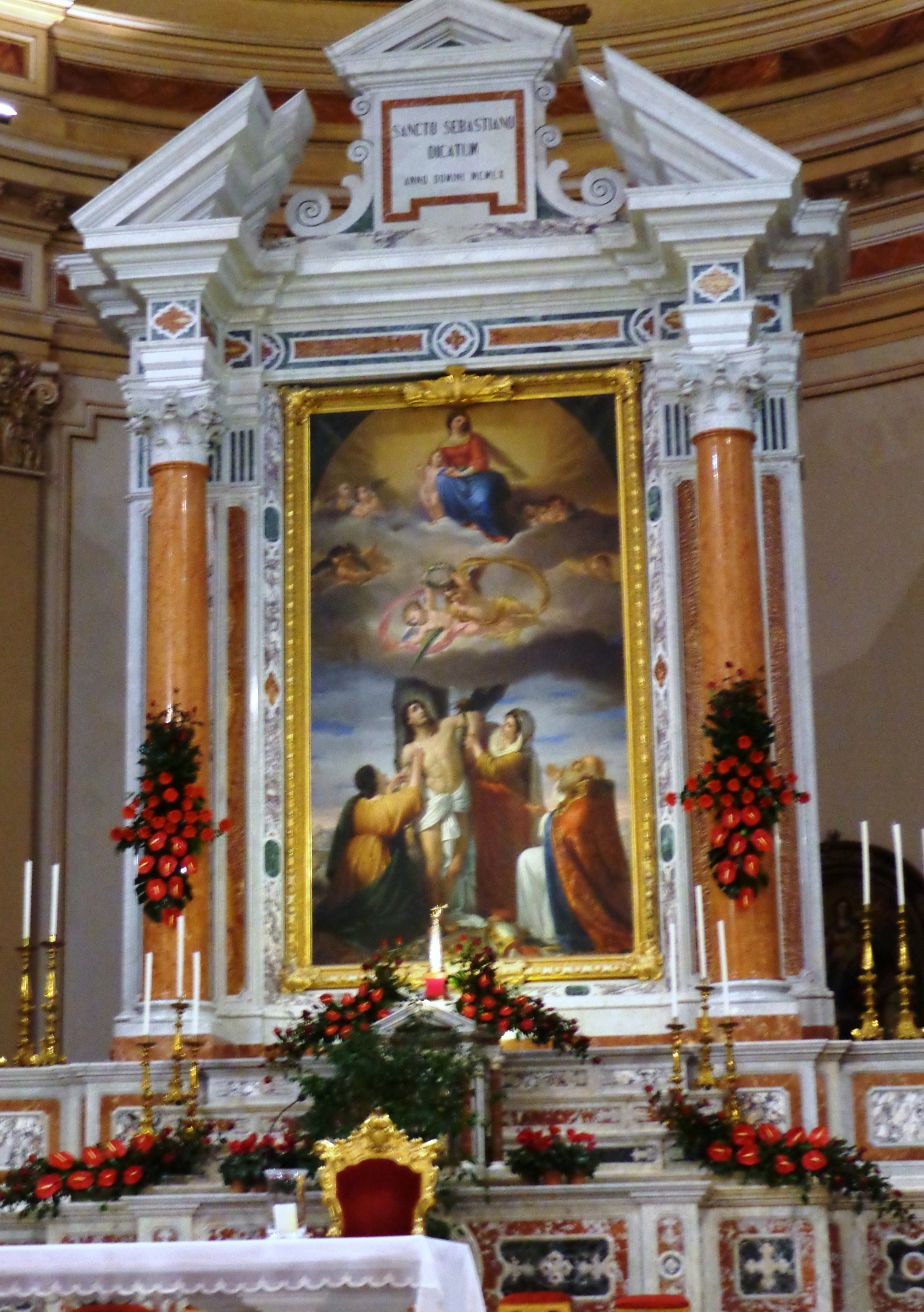
Altare Maggiore e Il martirio di San Sebastiano, Basilica minore di San Sebastiano di Barcellona Pozzo di Gotto.

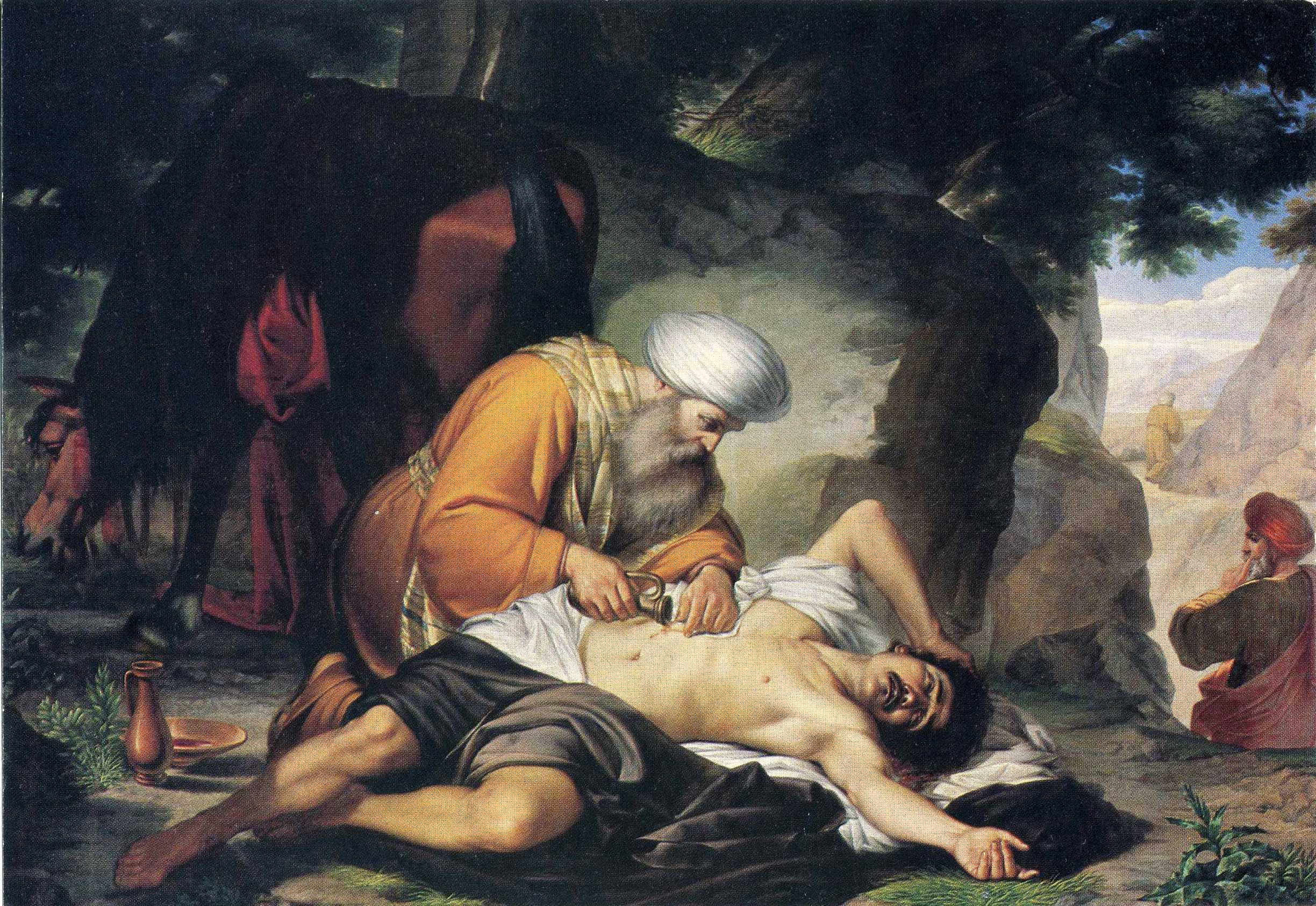
Il buon Samaritano, Museo Regionale di Messina.

Pittore accademico italiano attivo a Messina, Roma, Siena e Firenze. La formazione iniziale si svolse a Messina con Letterio Subba. Nel 1834, dotato di pensione municipale, si trasferisce a Roma presso l'Accademia di San Luca sotto la guida di Francesco Podesti e Francesco Coghetti. Tornato a Messina alla fine del 1836, fu attivo per quasi un decennio nella città dello Stretto come ritrattista e illustratore. Nel 1843 studia all'Istituto di Belle Arti di Siena sotto la guida di Francesco Nenci. 
Dalla fine degli anni quaranta in poi il pittore fu attivo fra Messina e Firenze.
Gli eredi del pittore effettuarono due importanti lasciti di opere al Gabinetto Disegni e Stampe di Firenze e all’Accademia di Belle arti di Carrara.
Fu sepolto nel cimitero di San Felice a Ema.

## Opere
Fra le opere più rappresentative si ricordano:
- Figura virile (studio per il concorso della scuola di pieghe), matita nera, carta grigia, Roma, Archivio dell'Accademia Nazionale di San Luca.
- Arsete Eunuco d'Etiopia, tela, Siena, Soprintendenza BB. AA. SS.
- Il martirio di San Sebastiano (bozzetto), tela, Carrara, Accademia di Belle Arti.
- Il martirio di San Sebastiano, tela, opera custodita nella basilica minore di San Sebastiano di Barcellona Pozzo di Gotto.
- La Samaritana al Pozzo, tela, Carrara, Accademia di Belle Arti.
- La parabola del Buon Samaritano, tela, Messina, Chiesa della Medaglia Miracolosa.
- Ritratto di Giovanni Capece Minutolo Principe di Collereale, tela, Messina, Casa di ospitalità "Collereale".
- La danza delle Ore o delle stagioni, tela, Messina, Circolo della Borsa.
- La danza delle Ore o delle stagioni, tela, Messina, Collezione privata.